# Wanawiro Natuurpark
Het Wanawiro Natuurpark is een natuurpark in het district Sipaliwini in Suriname. Het ligt bij de Avanaverovallen, een stroomversnelling (sula) in de Kabaleborivier, en een resort op een eiland in de rivier dat gericht is op natuurbeleving. Op rotsblokken zijn inheemse, historische tekeningen te bezichtigen. Het park is te bereiken over de weg en door de lucht via de Avanavero Airstrip, die er oostelijk van ligt.